# Ханс Шенк фон Таутенбург
Ханс Шенк фон Таутенбург (на немски: Hans Schenk von Tautenburg; † сл. 1475) е шенк на Таутенбург близо до Йена в Тюрингия и рицар.
Той е четвъртият син на Бусе/Бусо Шенк фон Таутенбург, господар на Нидертребра († 16 юни 1426 в битката при Аусиг/Усти над Лабем) и съпругата му фон Госерщедт, дъщеря на Герхард, маршал фон Херен-Госерщедт († ок. 1407). Внук е на Рудолф Шенк фон Таутенбург-Нидертребра, магистрат на Делитцш († 1430) и Агнес фон Котвиц. Потомък е на Рудолф Шенк фон Фаргула († сл. 1130).
Фамилията притежава от 1427 г. също съседното господство Фрауенприсниц. Шенките фон Таутенбург купуват през 1631 г. господството Тона. На 3 август 1640 г. с правнук му Кристиан Шенк фон Таутенбург измира тюрингската линия на шенките фон Таутенбург и господството е взето от Курфюрство Саксония.

## Фамилия
Ханс Шенк фон Таутенбург се жени за фон Кверфурт, дъщеря на Протце фон Кверфурт († 16 юни 1426, в битката при Аусиг) и графиня Агнес фон Байхлинген. Те имат децата:
- София Шенк фон Таутенбург († сл. 1458), омъжена за Хайнрих фон Щарцедел († сл. 1468)
- Беата фон Фаргула († сл. 1460), омъжена за рицар Апел фон и цу Ебелебен († сл. 1496)
- Бусо Шенк фон Таутенбург († 30 юли 1495)

Ханс Шенк фон Таутенбург се жени втори път пр. 30 юли 1430 г. за Анна фон Плауен († 1501), дъщеря на Хайнрих IX фон Ройс-Грайц „Стари“ († 1476) и Магдалена фон Шварценберг († 1498). Те имат децата:
- Маргарета Шенк фон Таутенбург († сл. 8 май 1523), омъжена 1497/1499 г. за граф Ернст XIII фон Глайхен-Рембда († 1504), син на граф Ернст X фон Глайхен-Рембда († 1492) и Катарина фон Ризенбург († сл. 1297).
- Георг Шенк фон Таутенбург († 1512), женен 1501 г. за Анна фон Шлайниц († 1512)
- Ханс Шенк фон Таутенбург Стари († 1529), женен I. 1518 г. за Аделхайд фон Дипхолц († 14 август 1521), II. на 9 август 1526 г. за Анна фон Глайхен († сл. 1539)
- Рудолф Шенк фон Таутенбург († 1516/1517/1519)
- Анна фон Фаргула († сл. 1532)
- Катарина фон Фаргула († сл. 1520)

Вдовицата му Анна фон Плауен се омъжва втори път за Лудвиг Зимацз цу Кунщат († сл. 1522).